# Six (álbum de Whodini)
Six é o sexto álbum de estúdio do grupo americano de hip hop Whodini e seu primeiro e único lançado pela gravadora de Jermaine Dupri, a So So Def. Foi lançado em 1996 e gerou um single, "Keep Running Back". A produção foi dividida entre Dave Atkinson, Red Spyda, Carl So-Lowe e Jermaine Dupri, quem também foi o produtor executivo. O álbum alcançou o número 55 da parada da revista Billboard Top R&B/Hip-Hop Albums, e o single alcançou o número 27 da parada Hot Rap Songs, número 69 da  Hot R&B/Hip-Hop Songs e número 70 na  R&B/Hip-Hop Streaming Songs.

## Faixas
| N.º            | Título                                       | Produtor(es)                           | Duração |  |
| 1.             | "Brooklyn" (Intro)                           |                                        | 0:05    |  |
| 2.             | "Runnin' Em" (featuring Lost Boyz)           | Jermaine Dupri                         | 3:42    |  |
| 3.             | "Be My Lady" (featuring R. Kelly)            | Jermaine Dupri                         | 3:48    |  |
| 4.             | "Here He Comes" (Interlude)                  |                                        | 0:38    |  |
| 5.             | "Can't Get Enough"                           | Dave Atkinson Red Spyda                | 5:15    |  |
| 6.             | "Keep Running Back" (featuring Trey Lorenz)  | Jermaine Dupri                         | 3:34    |  |
| 7.             | "If You Want It" (featuring Trina Broussard) | Dave Atkinson Jermaine Dupri Red Spyda | 4:51    |  |
| 8.             | "Turn The Whole World Around" (Interlude)    |                                        | 0:18    |  |
| 9.             | "Let Me Get Some" (featuring Nicole Jackson) | Jermaine Dupri                         | 3:36    |  |
| 10.            | "VIP" (featuring Mr. Black)                  | Jermaine Dupri Carl So-Lowe (co.)      | 3:30    |  |
| 11.            | "Still Want More"                            | Dave Atkinson Red Spyda                | 4:47    |  |
| 12.            | "NBA" (Interlude)                            |                                        | 0:09    |  |
| 13.            | "Keep Running Back" (Remix)                  | Carl So-Lowe Jermaine Dupri            | 3:52    |  |
| Duração total: | Duração total:                               | Duração total:                         | 38:10   |  |

Samples
- Faixa 3 contém elementos de "Your Body's Callin'" de R. Kelly (1993)
- Faixa 6 contém elementos de "Everything I Miss at Home" de Cherrelle (1988)
- Faixa 7 contém elementos de "Feels So Real (Won't Let Go)" de Patrice Rushen (1984) e "I Got My Mind Made Up" de Instant Funk (1978)
- Faixa 9 contém elementos de "The Finer Things in Life" de Chuck Stanley (1987)
- Faixa 10 contém elementos de "Kamurshol" de N.W.A (1990)

## Músicos
- Jalil Hutchins - MC
- John "Ecstacy" Fletcher - MC
- Robert Sylvester Kelly - vocais (faixa 3)
- Lloyd Lorenz Smith - vocais (faixa 6)
- Trina Lanell Broussard - vocais (faixa 7)
- Nicole Jackson - vocais (faixa 9)
- LaMarquis Jefferson - baixo (tracks: 3, 13), guitarra (faixa 10)
- Jermaine Dupri - produtor executivo, produtor e mixagem (faixas: 2-3, 6-7, 9-10, 13)
- Dave Atkinson - produtor e mixagem (faixas: 5, 7, 11)
- Andy "Red Spyda" Thelusma - produtor e mixagem (faixas: 5, 7, 11)
- Carl So-Lowe - co-produtor (faixas: 10, 13)
- Phil Tan - mixagem (tracks: 2-3, 6-7, 9-10, 13), gravação (faixas: 3, 10)
- Mike Wilson - gravação (faixas: 5, 7)
- Dexter Simmons - gravação (faixa 5)
- Mike Alvord - gravação (faixa 11)
- Brian Lee - masterização
- Diane Makowski - A&R
- Frank Edwards - coordenação de A&R
- Danny Clinch - fotografia
- LaTanya Davis - direção de arte